# カリーノ宮崎
カリーノ宮崎（カリーノみやざき、英称 : Carino Miyazaki）は、宮崎県宮崎市橘通東4丁目にある、株式会社カリーノが運営する商業施設。宮崎市中心部に位置する。
この施設は、元々カリーノの前身である寿屋が運営していた「寿屋宮崎店」が移転して「宮崎寿屋百貨店」として再開店したもので、寿屋が最初に建設した百貨店形態の自社ビルである。2003年3月14日 には「カリーノ宮崎」として再開店し現在に至っている。
かつて寿屋が運営していた「宮崎寿屋百貨店」についても本項で記述する。

## 概要
かつて九州最大手のスーパーマーケットチェーンであった寿屋の百貨店業態で宮崎市中心部に立地し、寿屋の店舗の中でも2番目の売り上げを誇っていた。1973年10月22日に宮崎店が移転して、「宮崎寿屋百貨店」として再開店したのが始まりである。2001年4月20日 には大規模リニューアル、バリアフリー化されている。
2002年2月に寿屋の経営破綻により閉鎖された。この閉店により「イオン宮崎ショッピングセンター（現・イオンモール宮崎）」が開店することとなった。
2003年3月14日に「カリーノ宮崎」として再開店。 2007年10月22日には、中心市街地のオフィス客をターゲットにした改装を完了。

## 沿革
- 1973年10月22日 - 宮崎店が移転し、当時としては最大規模の店舗「宮崎寿屋百貨店」として再開店[1]。
- 2001年4月20日 - 大規模リニューアル、バリアフリー化。
- 2002年2月1日 - 寿屋・くらし館の全店を一時休業。それに伴い宮崎寿屋百貨店が一時休業し事実上の小売業廃業[2]。
- 2003年3月14日 - 「宮崎寿屋百貨店」を「カリーノ宮崎」として再開店[2]。
- 2007年10月22日 - 中心市街地のオフィス客をターゲットにした改装を完了し、リニューアルオープン。

## カリーノ宮崎

### 館内
- RF - Grandina Farm(夏季限定屋上ビアガーデン)
- 9F - REGAIN GROUP株式会社
- 8F - 株式会社ネオキャリア（BPO宮崎センター）、REGAIN GROUP株式会社
- 7F - 株式会社アラタナ
- 6F - 新型コロナ集団ワクチン接種会場（現在は閉鎖）
- 5F - 4F - DELL宮崎カスタマーセンター
- 3F - エステティックTBC、Chai Dee & Body Care、献血ルーム「カリーノ」、英会話イーオン､ゆげレディスクリニック
- 2F - 蔦屋書店 TSUTAYA&Books、ベビーパーク
- 1F - 蔦屋書店 TSUTAYA&Books、タリーズコーヒー、ミノリ、MINORI JOY､muchcolor glasses、ESPERANZA、aspri classe､GEEK
- B1F - ラディッシュセブン、まんまーる、貸会議室､公益社団法人宮崎県国際交流協会
- B2F - WOW'D
- 別館 - 九州パンケーキカフェ､ミスターバーク

### かつて存在したテナント
- 9F - イートインパーク
- 8F - コミュニティスペース 「ガガエイト」
- 3F - ノエビアスタイル 宮崎、Chai Dee Lohas
- 2F - tricera design Android STORE
- 1F - ジュエリーヘリオス
- B1F - マルショクカリーノ宮崎店、ダイソーカリーノ宮崎店

## 宮崎寿屋百貨店

### 施設
- 所在地 - 宮崎県宮崎市橘通東4丁目8番1号
- 売場面積 - 16,899m2
- 建物規模 - 地上9階、地下2階、寿屋大駐車場
- 駐車場 - 1,500台
- 年商 - 116億2,600万円（1999年2月期）

### 館内
寿屋直営取扱い商品
- 食料品全般
- 衣料品
- 日用雑貨
- 家電
- 家具・インテリア
- 薬
- 書籍・CD

### 主なテナント
- ぶーけ-b.q.t.- - カジュアルファッション・子供服・婦人服（旧ラララグループ）
- 寿匠苑 -  呉服・和装（旧ラララグループ）
- ことぶきベーカリー - 焼き立てパン「サブマリン」（旧ラララグループ）
- ATMコーナー
- ミニシアター「シネスポットイースト410」（8階・1988年 - 1996年営業。88席[3]）

## 交通アクセス

### 鉄道
- JR九州 : 日豊本線「宮崎駅」より徒歩10分。

### バス
- 宮崎交通
  - 「カリーノ宮崎前」バス停すぐ、反対方面は「山形屋前」バス停と名称が異なる[4]
  - 「郵便局前」バス停より徒歩1分。

### 自家用車
- 宮崎自動車道宮崎IC
- カリーノ北側に有料の自社駐車場が用意。
  - 買い物を行うと自社駐車場が1時間から3時間無料となるが一部テナントは対象外。TSUTAYAは返却のみも無料対象。
  - Doまんなかモール参加の提携駐車場は、一定金額以上の買い物で30分共通券をもらえる。

## 周辺施設
- 宮崎駅
- 宮崎山形屋
- ボンベルタ橘百貨店